# Notylia latilabia
Notylia latilabia är en orkidéart som beskrevs av Oakes Ames och Charles Schweinfurth. Notylia latilabia ingår i släktet Notylia och familjen orkidéer.
Artens utbredningsområde är Panamá. Inga underarter finns listade i Catalogue of Life.